# جورج وايتفيلد
جورج وايتفيلد (بالإنجليزية: George Whitefield) (27 ديسمبر 1714 - 30 سبتمبر 1770)، وقد ينطق أيضا ويتفيلد، كان رجل دين ومبشرًا أنجليكيًّا، وكان واحدا من مؤسسي الميثودية والحركة الإنجيلية.
ولد في غلوستر، ودرس في كلية بيمبروك في جامعة أكسفورد في عام 1732. هناك انضم إلى «النادي المقدس» وتم تعريفه بالأخوين ويسلي، جون وتشارلز، واللذان كان مقربا منهما في مسيرته لاحقا. تمت رسامة وايتفيلد بعد حصوله على بكالوريوس الآداب. بدأ على الفور الوعظ، لكنه لم يستقر ككاهن لأي أبرشية معينة. وبدلا من ذلك أصبح واعظا متجولا ومبشر. في عام 1740، سافر وايتفيلد إلى أمريكا الشمالية، حيث أعلن عن سلسلة من حركات الإحياء التي أصبحت جزءًا من «الصحوة الكبرى». كانت أساليبه مثيرة للجدل وانخرط في العديد من المناقشات والنزاعات مع رجال الدين الآخرين.
اكتسب وايتفيلد شهرة واسعة النطاق خلال مسيرته التبشيرية؛ لقد ألقى مواعظا 18,000 مرة على الأقل لنحو عشرة ملايين مستمع في بريطانيا العظمى والمستعمرات الأمريكية. تمكن وايتفيلد من أن يجذب جمهورًا كبيرًا من خلال مزيج قوي من الدراما والخطابة الدينية والكبرياء.

## الدفاع عن العبودية
ندد جون ويسلي بالعبودية ووصفها بأنها «مجموع كل الأشرار»، وشرح بالتفصيل انتهاكاتها. ومع ذلك، كان الدفاع عن العبودية شائعا بين البروتستانت في القرن الثامن عشر، وخاصة المبشرين الذين استخدموها كمثال للتأكيد على العناية الإلهية. كان وايتفيلد في البداية يعارض العبودية. كان يعتقد أنهم «بشر»، لكنه رأى أيضًا أنهم «مخلوقات أدنى».
تم تجريم الرق في مستعمرة جورجيا عام 1735. في عام 1747، عزا وايتفيلد المشاكل المالية في دار أيتام بيثيسدا إلى حظر جورجيا للعبودية. وقال إن «دستور تلك المستعمرة [جورجيا] سيء للغاية، وأنه من المستحيل على السكان أن يعيشوا دون استخدام العبيد».
بين عامي 1748 و1750، قام وايتفيلد بحملة من أجل تقنين العبودية. وقال إن المستعمرة لن تكون مزدهرة ما لم يكن لدى المزارعين عمالة من العبيد. أراد وايتفيلد تقنين العبودية، ليس فقط من أجل ازدهار المستعمرة، ولكن أيضًا من أجل السلامة المالية لدار أيتام بيثيسدا. قال وايتفيلد: «لو سمح بالزنوج (بعبوديتهم)، لكان لدي ما يكفي لدعم عدد كبير من الأيتام دون أن أنفق أكثر من نصف المبلغ». لا يمكن تفسير دافع وايتفيلد لإضفاء الشرعية على العبودية على أسس الاقتصاد فقط. كان أيضًا من الأسباب أن «شبح ثورات العبيد الهائلة طارده».
تم تقنين الرق مرة أخرى في عام 1751. رأى وايتفيلد "تقنين العبودية كانتصار شخصي وإرادة إلهية".  جادل وايتفيلد أن هناك مبررًا من النصوص الدينية للرق. زاد عدد عبيده، مستخدماً وعظه لجمع الأموال لشرائهم. أصبح وايتفيلد "المدافع الإنجيلي الأكثر نشاطًا للعبودية".  من خلال نشر مثل هذا "الدفاع اللاهوتي عن العبودية" شارك "وايتفيلد" في فصل مأساوي من تجربة الأمة." وفقا لستيفين ستاين.
ترك وايتفيلد كل شيء في جورجيا إلى كونتيسة هانتينغدون. وشمل ذلك 4000 فدان من الأرض و50 عبدا.

### معاملة العبيد
في عام 1740، خلال زيارته الثانية لأمريكا، نشر وايتفيلد «رسالة مفتوحة إلى مزارعي ساوث كارولينا وفيرجينيا وميريلاند» حول قسوتهم على عبيدهم. كتب قائلاً: «أعتقد أن الله سيكون لديه شجار معكم لإساءتكم معاملة الزنوج المساكين». علاوة على ذلك، كتب وايتفيلد: «إن الكلاب يتم مداعبتها على طاولاتكم؛ لكن عبيدكم ليس لهم امتياز متساو». ومع ذلك، فإن وايتفيلد «لم يصل إلى حد إصدار حكم أخلاقي على العبودية نفسها كمنظومة».
كانت دار أيتام بيثيسدا «مثالاً على المعاملة الإنسانية للعبيد». كتبت فيليس ويتلي (1753-1784)، التي كانت أمة، قصيدة عن وفاة القس. السيد جورج وايتفيلد في عام 1770. السطر الأول يدعو وايتفيلد «قديس سعيد».

## روابط خارجية
- جورج وايتفيلد على موقع الموسوعة البريطانية (الإنجليزية)
- جورج وايتفيلد على موقع ميوزك برينز (الإنجليزية)
- جورج وايتفيلد على موقع إن إن دي بي (الإنجليزية)

### اقتباسات
1. ↑  Brockhaus Enzyklopädie | George Whitefield (بالألمانية), OL:19088695W, QID:Q237227
2. ↑  Gran Enciclopèdia Catalana | George Whitefield (بالكتالونية), Grup Enciclopèdia, QID:Q2664168
3. ↑  GeneaStar | George Whitefield، QID:Q98769076
4. 1 2  Annals of the American Pulpit: Commemorative Notices of Distinguished American Clergymen of Various Denominations (بالإنجليزية), OCLC:839292, QID:Q109933856
5. ↑  Charles Dudley Warner, ed. (1897), Library of the World's Best Literature (بالإنجليزية), QID:Q19098835
6. ↑  "George Whitefield: Methodist evangelist". Christian Classics Ethereal Library. n.d. مؤرشف من الأصل في 2019-07-16. اطلع عليه بتاريخ 2019-03-29.
7. ↑  Heighway 1985.
8. ↑  Scribner 2016.
9. ↑  Thoughts Upon Slavery, John Wesley, Published in the year 1774, John Wesley: Holiness of Heart and Life, 1996 Ruth A. Daugherty
10. 1 2  Koch 2015.
11. 1 2 3  Parr 2015.
12. 1 2 3  Galli، Mark (1993). "Slaveholding Evangelist: Whitefield's Troubling Mix of Views". Christian History. ع. 38. مؤرشف من الأصل في 2019-08-14. اطلع عليه بتاريخ 2017-07-01.
13. 1 2  Dallimore 2010.
14. 1 2 3  Stein، Stephen J. (2009). "George Whitefield on Slavery: Some New Evidence". Church History. ج. 42 ع. 02: 243. DOI:10.2307/3163671. ISSN:0009-6407.
15. 1 2  Schlenther 2010.
16. ↑  Cashin، Edward J. (2001). Beloved Bethesda: A History of George Whitefield's Home for Boys, 1740–2000. Mercer University Press. ص. 75.
17. ↑  "On the Death of the Rev. Mr. George Whitefield. 1770" نسخة محفوظة 29 مارس 2019 على موقع واي باك مشين.